# Sedum hultenii
Sedum hultenii är en fetbladsväxtart som beskrevs av Fröderstr.. Sedum hultenii ingår i Fetknoppssläktet som ingår i familjen fetbladsväxter. Inga underarter finns listade i Catalogue of Life.

## Bildgalleri

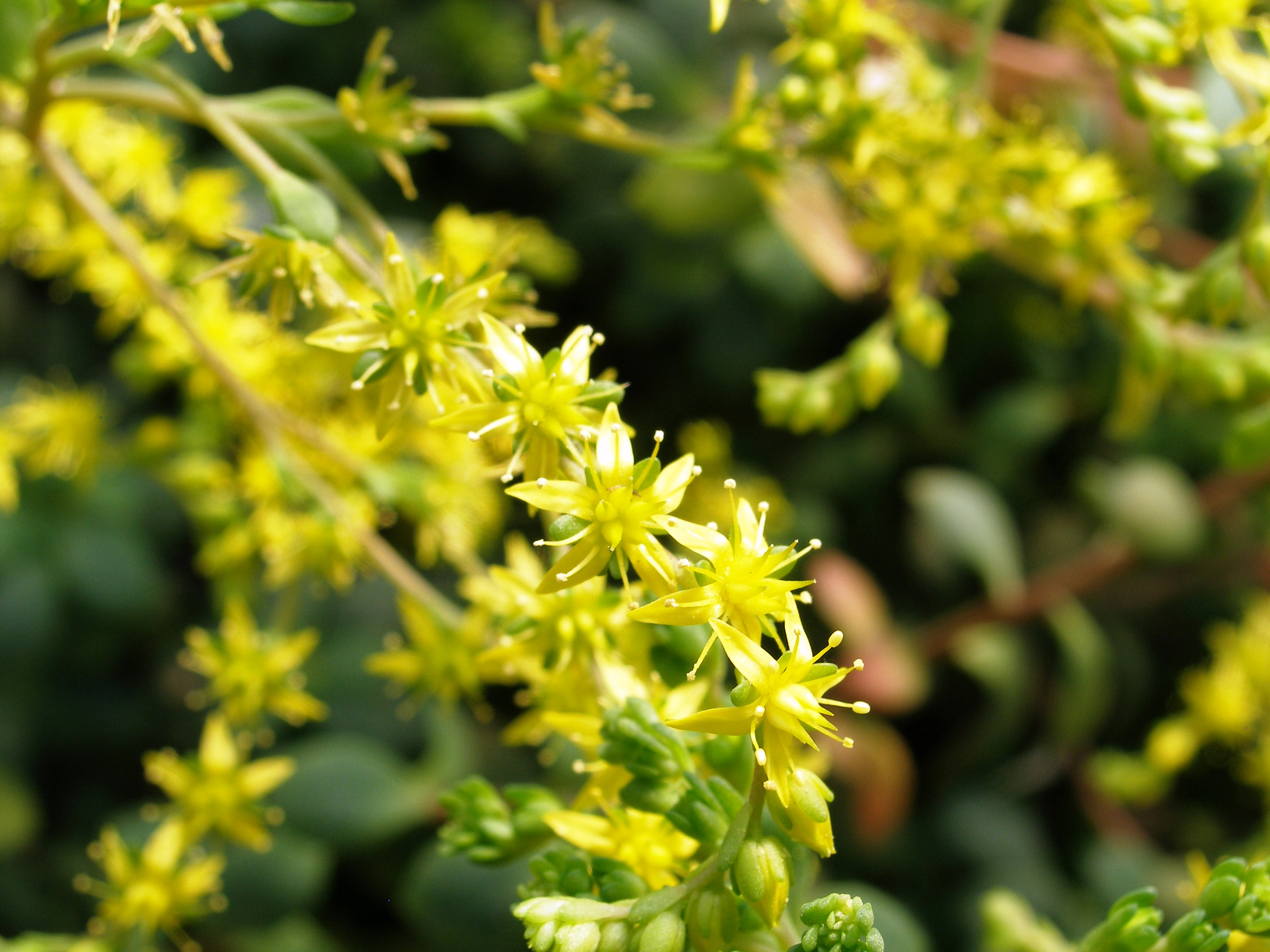
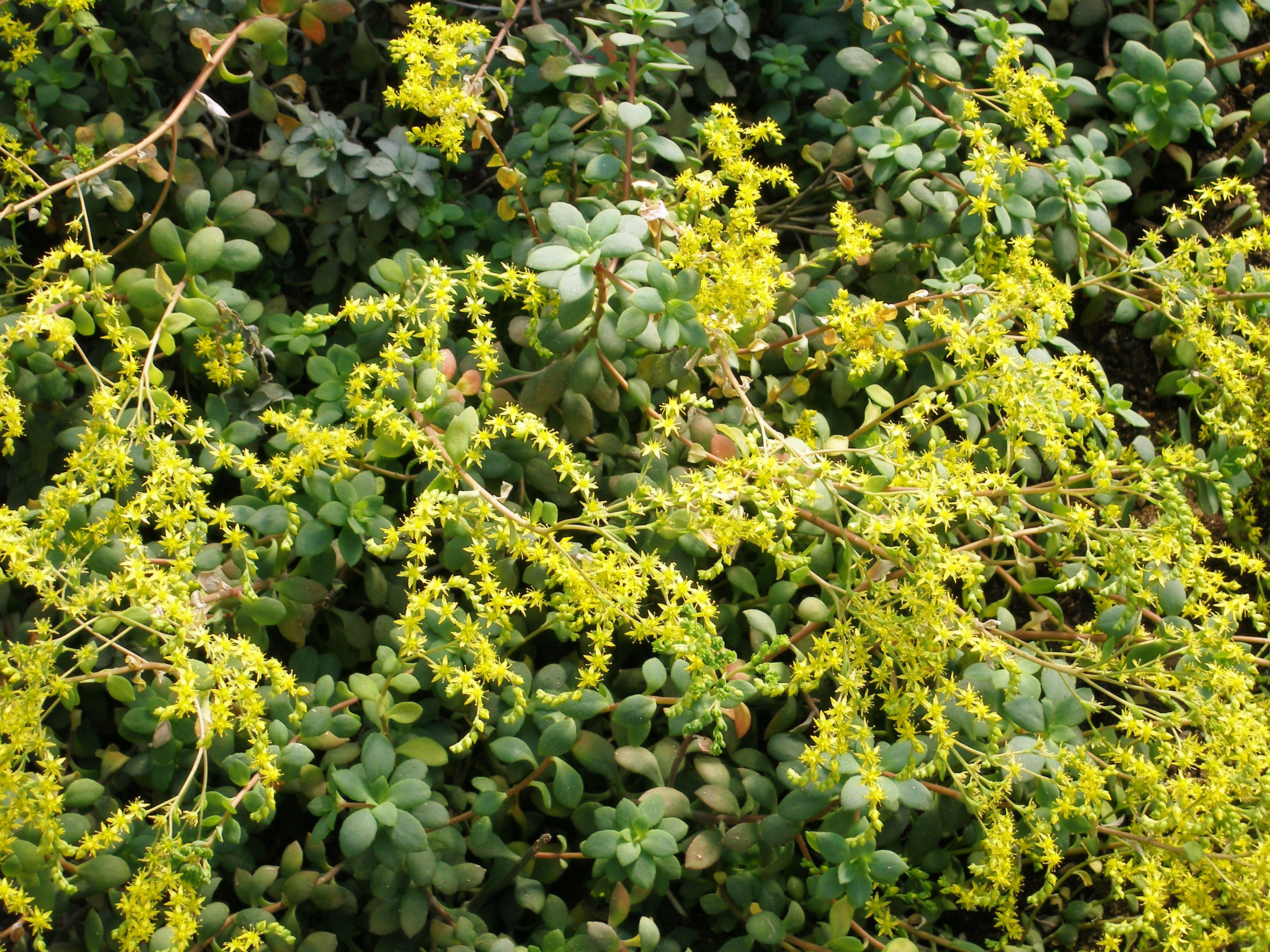